# De rien
De rien est un album français de bande dessinée d'humour de Geoffroy Monde, publié en 2016 par Delcourt dans la collection « Humour de rire ».

## Présentation
« C'est par le langage de l'absurde que l'on peut le mieux évaluer et mettre en lumière l'écart tragi-comique séparant la nullité de signification du réel de la géniale boursouflure sémantique de notre monde. »

## Liste des histoires
- La soirée
- Le butin
- Le génie
- Le portrait
- Le yoga
- La bibliothèque
- Le pacte
- L'interrogatoire
- Le mariage
- Le disc-Jockey
- La prière
- Le duel
- Le sandwich
- Un ours
- Les mamans
- La psychanalyse
- Jackie Chan
- Ziziboule
- Le bébé malade
- Le jogging

## Réception
De rien est élue par RTL comme la « BD du mois » en juin 2016, parmi une dizaine d'autres albums sélectionnés. Pour le média, « Geoffroy Monde met en scène 28 personnages tous plus timbrés les uns que les autres [...] dans un dessin très stylé, original, épuré, très élégant ».
Pour BoDoï, l'album est l'un des « plus drôles du moment. Surtout s'il on est amateur d'humour absurde et iconoclaste, qui part tous azimuts ». Le journaliste rapproche le dessin de l'auteur avec celui de Bastien Vivès, tout en jugeant qu'il s'en distingue « par un soin plus maniaque au dessin (personnages en couleurs sans contour, éléments de décor au trait noir fin et réaliste) et un choix posé des mots. Le résultat est toujours surprenant et souvent désopilant. Un régal ».
Le webzine culturel Benzine juge qu'il est « difficile de savoir si Monde cherche à se prendre au sérieux, mais après tout, peu importe. Cet humour particulier ne plaira pas forcément à tout le monde, mais l’auteur, en marchant sur les traces de ses aînés, réussit en même temps à produire quelque chose de l’ordre du jamais vu. Comme un monsieur Hulot qui viendrait perturber le sage ordonnancement d’une galerie d’art, moderne cela va sans dire ».